# Resolutie 1768 Veiligheidsraad Verenigde Naties
Resolutie 1768 van de Veiligheidsraad van de Verenigde Naties werd unaniem door de
VN-Veiligheidsraad aangenomen op 31 juli 2007 en verlengde
de sancties tegen gewapende groepen in de Democratische Republiek Congo
en de groep van experts die erop toezagen tot 10 augustus.

## Achtergrond
In 1994 braken in de Democratische Republiek Congo etnische onlusten uit die onder meer
werden veroorzaakt door de vluchtelingenstroom uit de buurlanden Rwanda en Burundi.
In 1997 beëindigden rebellen de lange dictatuur van Mobutu en werd
Kabila de nieuwe president.
In 1998 escaleerde de burgeroorlog toen andere rebellen Kabila probeerden te verjagen. Zij zagen zich
gesteund door Rwanda en Oeganda.
Toen hij in 2001 omkwam bij een mislukte staatsgreep werd hij opgevolgd door zijn zoon.
Onder buitenlandse druk werd afgesproken verkiezingen te houden die plaatsvonden in 2006 en gewonnen
werden door Kabila.
Intussen zijn nog steeds rebellen actief in het oosten van Congo en blijft de situatie er gespannen.

## Inhoud

### Waarnemingen
De Veiligheidsraad veroordeelde de illegale wapenstroom in en naar de Democratische Republiek Congo
en verklaarde vastberaden te zijn op het wapenembargo tegen het land toe te zien en het nog te versterken.
Verder was ze bezorgd om de aanwezigheid van gewapende groepen en milities in het oosten van Congo.

### Handelingen
De Raad besliste de maatregelen tegen wapens die met resolutie 1493
werden opgelegd en die inzake transport en financiën die met resolutie 1596
waren opgelegd te verlengen tot 10 augustus 2007.
Ten slotte werd ook het mandaat van de groep van experts die toezag op deze maatregelen verlengd tot dezelfde
datum.

## Verwante resoluties
- Resolutie 1751 Veiligheidsraad Verenigde Naties
- Resolutie 1756 Veiligheidsraad Verenigde Naties
- Resolutie 1771 Veiligheidsraad Verenigde Naties
- Resolutie 1794 Veiligheidsraad Verenigde Naties

Lijst ·  1739 ·  1740 ·  1741 ·  1742 ·  1743 ·  1744 ·  1745 ·  1746 ·  1747 ·  1748 ·  1749 ·  1750 ·  1751 ·  1752 ·  1753 ·  1754 ·  1755 ·  1756 ·  1757 ·  1758 ·  1759 ·  1760 ·  1761 ·  1762 ·  1763 ·  1764 ·  1765 ·  1766 ·  1767 ·  1768 ·  1769 ·  1770 ·  1771 ·  1772 ·  1773 ·  1774 ·  1775 ·  1776 ·  1777 ·  1778 ·  1779 ·  1780 ·  1781 ·  1782 ·  1783 ·  1784 ·  1785 ·  1786 ·  1787 ·  1788 ·  1789 ·  1790 ·  1791 ·  1792 ·  1793 ·  1794